# OH 35
OH 35 es el nombre de catálogo de los restos fósiles de una tibia y un peroné  de un Homo hábilis encontrados en la garganta de Olduvai (Tanzania) en 1960 por asistentes de Louis Leakey y datados en 1,8 millones de años. La publicación del hallazgo estuvo a cargo de Mary Leakey en 1971.

## Descripción
OH 35 es una tibia, parte distal, y un peroné de un H. habilis de 1,8 millones de años. OH 35 podría ser parte del mismo individuo que otros fósiles, OH 8 (un pie) y OH 10 (falange distal del dedo gordo de un pie), aunque hay más dudas que en la propia relación entre los dos últimos.
Los datos morfológicos no pueden concluir que el individuo fuese completamente bípedo, o al menos que anduviese de igual forma que los humanos modernos, siendo otra posibilidad que la especie a la que pertenezcan no sea habilis. La atribución a un macho de la especie es dudosa.